# Steinberg Media Technologies
Steinberg Media Technologies är ett tyskt programföretag, skapat 1984 med huvudsäte i Hamburg. Huvudsakligen gör de MIDI-sequencerprogram, mjukvarusynthar och ljudredigeringsprogram. Företaget är mest känt för produkten och programvaran Cubase som finns i en flera olika versioner. Steinberg är sedan 2004 en del av det japanska företaget Yamaha.
Steinberg har även utvecklad formatet VST (Virtual Studio Technology), som är ett pluginformat för ljudprogram. VST är fritt för programutvecklare att implementera och har kommit att bli branschstandard som ljudpluginformat.

## Mjukvara av Steinberg
- Cubase, DAW
- Nuendo, DAW
- Wavelab, ljudfilsredigerare
- HALion, mjukvarusampler

## Tekniker utvecklade av Steinberg
- Audio Stream Input Output (ASIO)
- Virtual Studio Technology (VST)